# Route der Industriekultur – Parks und Gärten

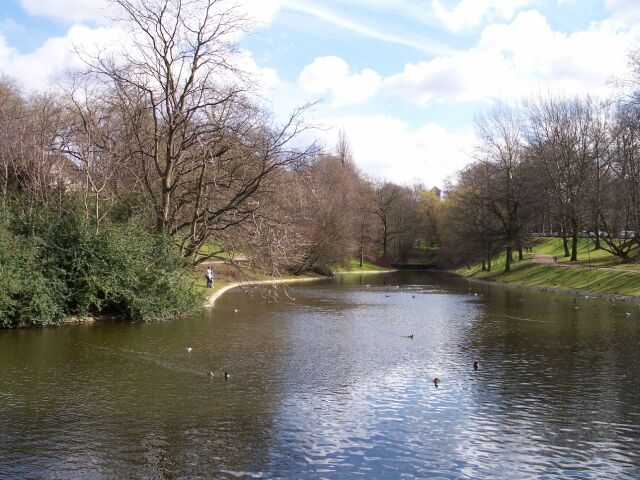
Stadtpark Bochum

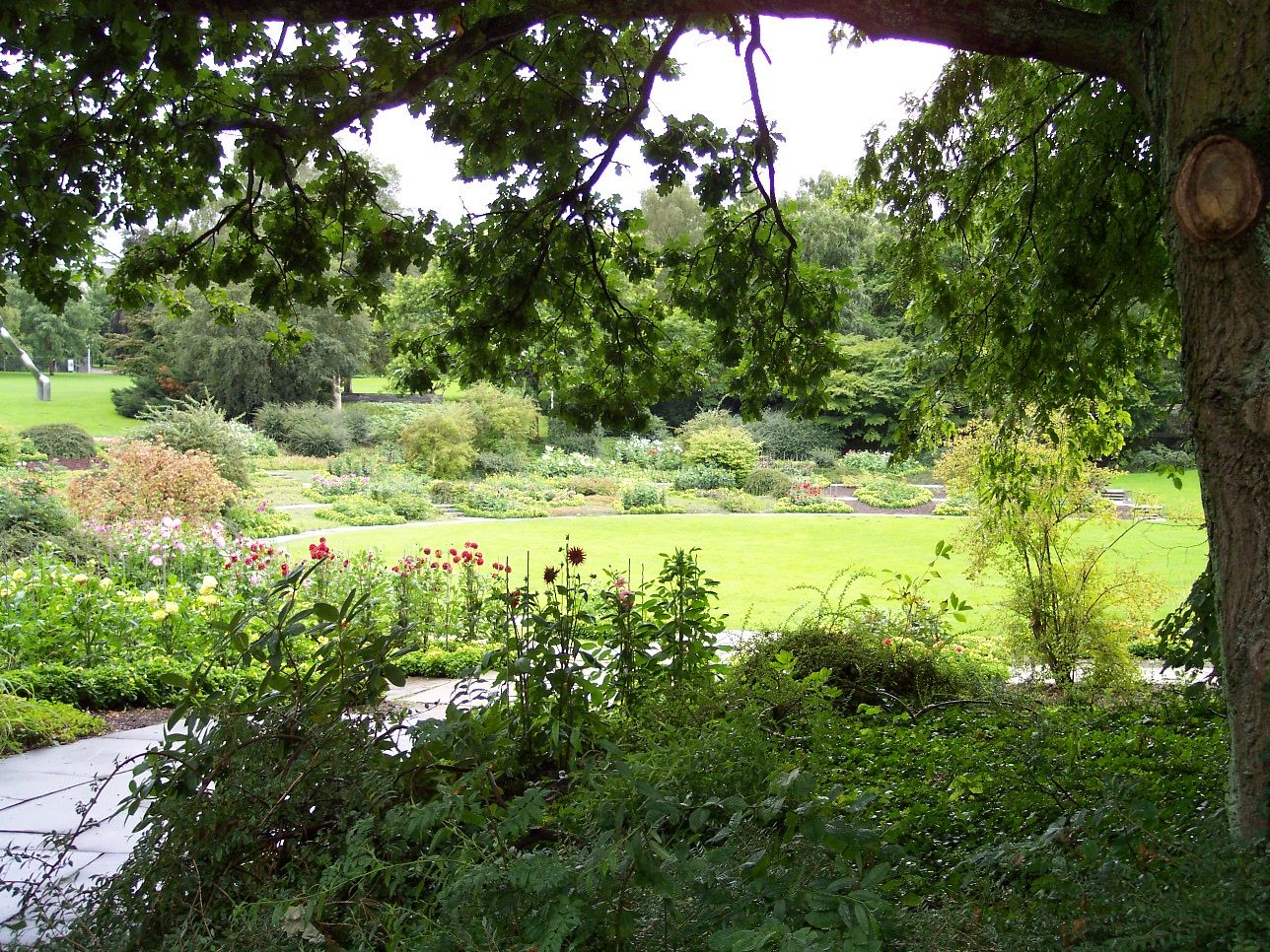
Grugapark

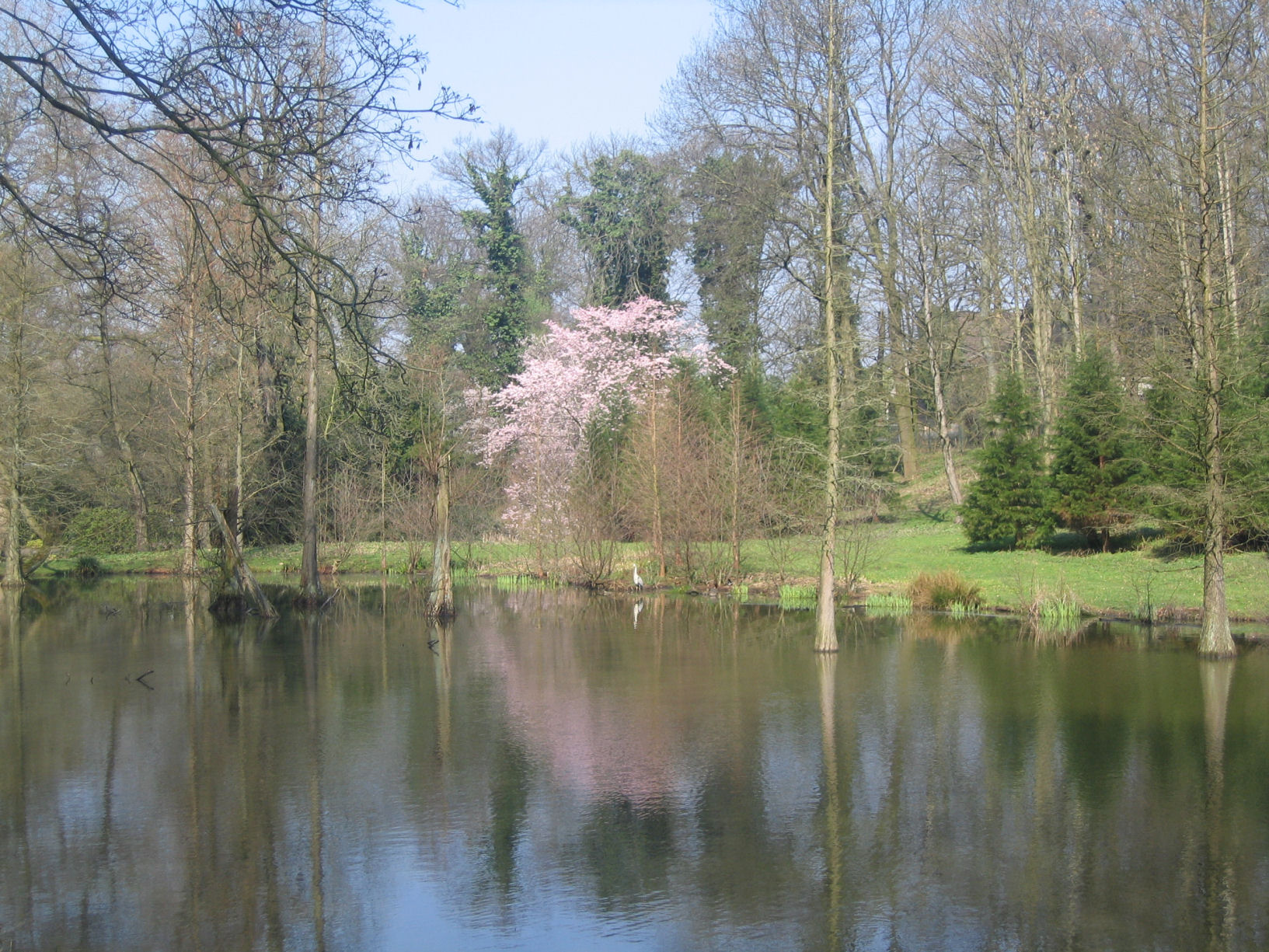
Rombergpark

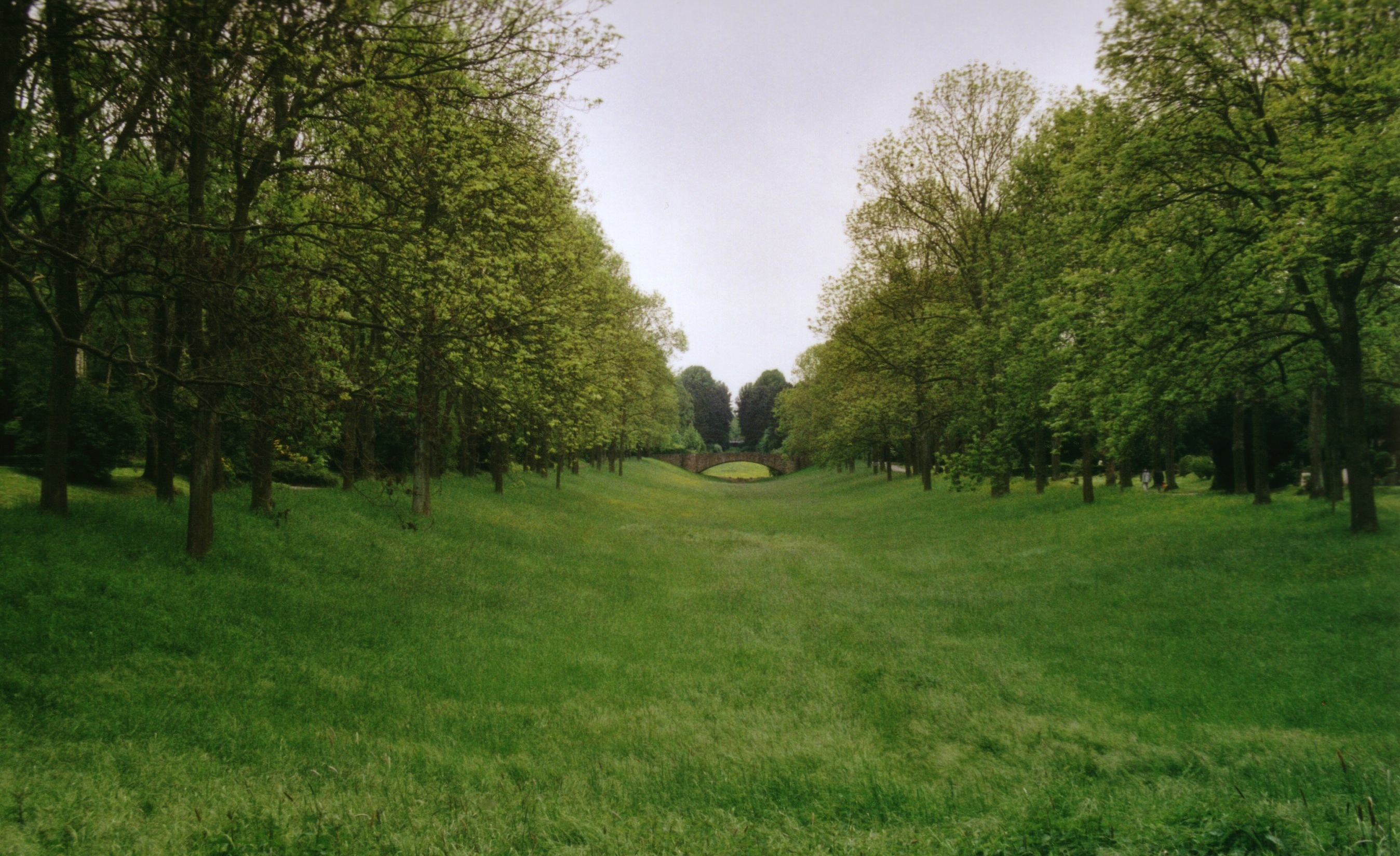
Hauptfriedhof Dortmund

Gärten und Parks ist der Name der Themenroute 23 der Route der Industriekultur. Gartenanlagen, Parklandschaften, Volksgärten und mit Grünanlagen gestaltete Plätze wurden seit dem 19. Jahrhundert von den aufstrebenden Städten, von Bürgervereinen aber auch von Industrieunternehmen als Erholungsraum, Repräsentationsobjekte und Treffpunkte geschaffen, Friedhöfe wurden zu ruhigen Inseln ausgebaut, Freizeitstätten mit Spiel- und Unterhaltungsmöglichkeiten entstanden. 
In dieser Themenroute finden sich exemplarische Beispiele für die verschiedenen Ausprägungen im Ruhrgebiet: aus den Revierparks ist Vonderort zu finden, repräsentativ präsentiert sich der Park der Villa Hügel ("Hügelpark"), Stadtgärten sind unter anderem durch den Stadtpark Bochum vertreten. Mehrere Kurparks zeigen wie der Wunsch nach Gesundheit ausgestaltet wurde. Der Strukturwandeln zeigt sich in der Umgestaltung ehemals industriell genutzter Bereiche, aber auch historische Gebäude sind als Kern von neuen Freizeitstätten vertreten. Bis Mitte 2012 fand sich der Begriff "historische" auch in der Routenbezeichnung. 

## Stationen
- Hügelpark
- Grugapark Essen
- Hauptfriedhof Mülheim an der Ruhr
- Kurpark des Solbad Raffelberg
- Botanischer Garten Schweizer Straße
- Friedensplatz Oberhausen
- Revierpark Vonderort
- Freizeitstätte Haus Wittringen
- Von-Wedelstaedt-Park
- Stadtpark Bochum
- Naturhindernis-Pferderennbahn
- Rombergpark
- Fredenbaumpark
- Hoeschpark
- Hauptfriedhof Dortmund
- Kurpark Hamm
- Maximilianpark
- Stadtgarten Hagen
- Garten des Hohenhof